# ŽRK Lokomotiva Zagreb
Dernière mise à jour : nov. 2014.
Le ŽRK Lokomotiva Zagreb (anciennement Kras Zagreb durant les années 1990) est un club croate de handball féminin basé à Zagreb.

## Palmarès
Compétitions internationales
- vainqueur de la Coupe de l'IHF (C3) en 1991
- vainqueur de la Coupe Challenge (C4) en 2017
- finaliste de la Coupe des clubs champions (C1) en 1975
- finaliste de la Coupe des vainqueurs de coupe (C2) en 1980, 1996 et 1998

Compétitions nationales
- Vainqueur du Championnat de Yougoslavie (10) : 1956, 1959, 1962, 1964, 1965, 1968, 1969, 1970, 1974 et 1991[2]
- Vainqueur du Championnat de Croatie (3) : 1992, 2004 et 2014[2]
- Vainqueur de la Coupe de Yougoslavie (8) : 1956, 1957, 1958, 1959, 1960, 1965, 1971, 1988
- Vainqueur de la Coupe de Croatie (5) : 1992, 2005, 2007, 2014, 2018

## Joueuses historiques
- Maïda Arslanagić : de 1999 à 2007
- Klaudija Bubalo (Klikovac) : jusqu'en 1999
- Jelena Grubišić : de 2002 à 2009
- Lidija Horvat : jusqu'en 2005 et de 2013 à 2015
- Andrea Kobetić (Penezić) : de 2003 à 2008
- Nataša Kolega (en)
- Ivana Lovrić : de 2005 à 2008 et d'août à décembre 2014
- / Elena Nemachkalo (en)
- Mirjana Ognjenović : dans les années 1980
- Mara Torti (hr) : dans les années 1970